# Hymenoplia roulleaui
Hymenoplia roulleaui är en skalbaggsart som beskrevs av Baguena 1956. Hymenoplia roulleaui ingår i släktet Hymenoplia och familjen Melolonthidae. Inga underarter finns listade i Catalogue of Life.